# HD 952
HD 952，又名BD+32 21，SAO 53744、HR 44，是一颗恒星，视星等为6.25，位于銀經113.99，銀緯-29.02，其B1900.0坐标为赤經0h 8m 50.6s，赤緯+32° -29.02′ 1″。